# Fenton, Murray & Wood
Fenton, Murray & Wood est une ancienne société d'ingénierie créée en 1795 à Holbeck, Leeds, Yorkshire en Angleterre.

## Historique
Elle débute avec l'association des deux ingénieurs Matthew Murray et David Wood en 1795. Leur objectif est de construire des machines-outils pour l'industrie du textile. Deux ans plus tard, ils sont rejoints par James Fenton et le financier William Lister. Ils construisent leur usine, la Round Foundry (en), à Holbeck, un quartier de Leeds. 
La première machine fixe à vapeur conçue par Matthew Murray sort en 1799, son succès est tel qu'il concurrence l'entreprise Boulton & Watt qui produit des machines fixes à vapeur depuis 1795 dans son usine Soho Foundry (en) près de Birmingham.